# Titra
Titra (in greco antico: Τείθρας?, Téithras) era un demo dell'Attica, collocato presso la moderna Pikermi, ad est di Atene.
Nel demo, come attestato dal ritrovamento di un calendario sacro, erano venerati Atena, Zeus Ctonio, Eracle, gli eroi Datilo e Titra, quest'ultimo figlio del re dell'Attica Pandione. C'era inoltre un santuario di Dioniso, in cui si svolgevano delle rappresentazioni teatrali. Nell'antichità erano famosi i fichi secchi prodotti in questo demo.
Nel demo sono stati trovati numerosi decreti sulle leggi riguardanti la proprietà, tra cui uno indicante i doveri del demarco. Nelle Rane di Aristofane compaiono le "gorgoni di Titra", personaggi inventati da Eaco per spaventare Dioniso. Il commediografo probabilmente faceva riferimento alle donne del demo, considerate dagli Ateniesi terribili e brutte.